# Gorzycko Stare
Gorzycko Stare (Duits: Alt Görtzig) is een dorp in de gemeente Międzychód, gelegen in het woiwodschap Groot-Polen, in het westen van Polen. De plaats ligt circa 5 km ten zuidwesten van Międzychód, en 75 km ten westen van de regionale hoofdstad Poznań. Het dorp telde 159 inwoners in 2011
De toevoeging "stare" (pools voor oud) dateert van 1 januari 2011. Nowe Gorzycko (Nieuw Gorzycko) ligt ongeveer 6 km verderop, in het zuidwesten.

## Sport en recreatie
Door deze plaats loopt de Europese wandelroute E11. De E11 loopt van Den Haag naar het oosten, op dit moment tot de grens Polen/Litouwen. De route komt vanaf Stołuń en Wierzbno en vervolgt naar Międzychód.